# Manuel Osborne-Paradis
Manuel Osborne-Paradis (ur. 8 lutego 1984 w North Vancouver) – kanadyjski narciarz alpejski, medalista mistrzostw świata.

## Kariera
Po raz pierwszy na arenie międzynarodowej Osborne-Paradis pojawił się 16 grudnia 1999 roku w Panoramie, gdzie w zawodach FIS Race zajął 51. miejsce w gigancie. W 2002 roku wystartował na mistrzostwach świata juniorów w Tarvisio, zajmując 38. miejsce w supergigancie i 42. miejsce w zjeździe. Jeszcze dwukrotnie startował na imprezach tego cyklu, najlepszy wynik osiągając podczas mistrzostw świata juniorów w Mariborze, gdzie był drugi w supergigancie.
W zawodach Pucharu Świata zadebiutował 8 stycznia 2005 roku w Chamonix, gdzie zajął 14. miejsce w zjeździe. Tym samym już w swoim debiucie zdobył pierwsze pucharowe punkty. Na podium zawodów PŚ po raz pierwszy stanął 26 listopada 2006 roku w Lake Louise, gdzie zjazd ukończył na drugiej pozycji. Rozdzielił tam na podium Marco Büchela z Liechtensteinu i Włocha Petera Filla. W 2005 roku wystąpił na mistrzostwach świata w Bormio, plasując się na siedemnastym miejscu w kombinacji i dziewiętnastym w zjeździe. Na rozgrywanych dwa lata później mistrzostwach świata w Åre był dziewiąty w biegu zjazdowym. Podczas mistrzostw świata w Sankt Moritz w 2017 roku zdobył brązowy medal, przegrywając tylko ze swym rodakiem Erikiem Guayem i Kjetilem Jansrudem z Norwegii. Był też między innymi trzynasty w zjeździe na igrzyskach olimpijskich w Turynie w 2006 roku.
W 2020 r. ogłosił zakończenie kariery.

## Osiągnięcia

### Igrzyska olimpijskie
| Miejsce | Dzień     | Rok  | Miejscowość     | Konkurencja     | Czas biegu | Strata | Zwycięzca           |
| ------- | --------- | ---- | --------------- | --------------- | ---------- | ------ | ------------------- |
| 13.     | 20 lutego | 2006 | Sestriere       | Zjazd           | 1:48,80    | +1,65  | Antoine Dénériaz    |
| DNS     | 14 lutego | 2006 | Sestriere       | Kombinacja      | 3:09,35    | -      | Ted Ligety          |
| 20.     | 18 lutego | 2006 | Sestriere       | Supergigant     | 1:30,65    | +1,37  | Kjetil André Aamodt |
| 17.     | 15 lutego | 2010 | Whistler        | Zjazd           | 1:54,31    | +1,13  | Didier Défago       |
| DNF     | 19 lutego | 2010 | Whistler        | Supergigant     | 1:30,34    | -      | Aksel Lund Svindal  |
| 25.     | 9 lutego  | 2014 | Krasnaja Polana | Zjazd           | 2:06,23    | +2,77  | Matthias Mayer      |
| 25.     | 16 lutego | 2014 | Krasnaja Polana | Supergigant     | 1:18,44    | +2,05  | Kjetil Jansrud      |
| DNF1    | 13 lutego | 2018 | Pjongczang      | Superkombinacja | -          | -      | Marcel Hirscher     |
| 14.     | 15 lutego | 2018 | Pjongczang      | Zjazd           | 1:41.89    | +1.64  | Aksel Lund Svindal  |
| 22.     | 16 lutego | 2018 | Pjongczang      | Supergigant     | 1:26.39    | +1.95  | Matthias Mayer      |

### Mistrzostwa świata
| Miejsce | Dzień     | Rok  | Miejscowość       | Konkurencja | Czas biegu | Strata | Zwycięzca          |
| ------- | --------- | ---- | ----------------- | ----------- | ---------- | ------ | ------------------ |
| 17.     | 3 lutego  | 2005 | Bormio            | Kombinacja  | 3:19,10    | +6,79  | Benjamin Raich     |
| 19.     | 5 lutego  | 2005 | Bormio            | Zjazd       | 1:56,22    | +1,78  | Bode Miller        |
| 9.      | 11 lutego | 2007 | Åre               | Zjazd       | 1:44,68    | +1,43  | Aksel Lund Svindal |
| DNF     | 4 lutego  | 2009 | Val d’Isère       | Supergigant | 1:19,41    | -      | Didier Cuche       |
| DNF     | 7 lutego  | 2009 | Val d’Isère       | Zjazd       | 2:07,01    | -      | John Kucera        |
| 16.     | 6 lutego  | 2013 | Schladming        | Supergigant | 1:23,96    | +1,78  | Ted Ligety         |
| 18.     | 9 lutego  | 2013 | Schladming        | Zjazd       | 2:01,32    | +2,26  | Aksel Lund Svindal |
| DNF     | 5 lutego  | 2015 | Vail/Beaver Creek | Supergigant | 1:15,68    | -      | Hannes Reichelt    |
| 21.     | 7 lutego  | 2015 | Vail/Beaver Creek | Zjazd       | 1:43,18    | +1,66  | Patrick Küng       |
| 3.      | 9 lutego  | 2017 | Sankt Moritz      | Supergigant | 1:25,38    | +0,51  | Erik Guay          |
| 31.     | 12 lutego | 2017 | Sankt Moritz      | Zjazd       | 1:38,91    | +1,93  | Beat Feuz          |

### Mistrzostwa świata juniorów
| Miejsce | Dzień     | Rok  | Miejscowość  | Konkurencja | Czas biegu  | Strata | Zwycięzca        |
| ------- | --------- | ---- | ------------ | ----------- | ----------- | ------ | ---------------- |
| 42.     | 27 lutego | 2002 | Tarvisio     | Zjazd       | 1:26,85     | +3,26  | Adam Cole        |
| 38.     | 28 lutego | 2002 | Tarvisio     | Supergigant | 1:25,02     | +3,38  | Peter Fill       |
| 5.      | 4 marca   | 2003 | Briançonnais | Zjazd       | 1:09,49     | +0,39  | Daniel Albrecht  |
| 28.     | 5 marca   | 2003 | Briançonnais | Supergigant | 1:17,10     | +1,94  | François Bourque |
| 26.     | 10 lutego | 2004 | Maribor      | Zjazd       | 1:09,61     | +1,56  | Romed Baumann    |
| 2.      | 12 lutego | 2004 | Maribor      | Supergigant | 1:17,49     | +1,05  | Hans Olsson      |
| 35.     | 13 lutego | 2004 | Maribor      | Gigant      | 2:17,40     | +5,09  | Jeffrey Harrison |
| DNF1    | 14 lutego | 2004 | Maribor      | Slalom      | 1:33,33 min | -      | Raphael Fässler  |

### Puchar Świata

#### Miejsca w klasyfikacji generalnej
- sezon 2004/2005: 93.
- sezon 2005/2006: 77.
- sezon 2006/2007: 38.
- sezon 2007/2008: 32.
- sezon 2008/2009: 25.
- sezon 2009/2010: 16.
- sezon 2009/2010: 16.
- sezon 2010/2011: 60.
- sezon 2012/2013: 43.
- sezon 2013/2014: 41.
- sezon 2014/2015: 33.
- sezon 2015/2016: 54.
- sezon 2016/2017: 29.
- sezon 2017/2018: 41.

#### Miejsca na podium chronologicznie
| Nr  | Dzień        | Rok  | Miejscowość | Konkurencja | Czas biegu | Lok. | Strata | Zwycięzca              |
| --- | ------------ | ---- | ----------- | ----------- | ---------- | ---- | ------ | ---------------------- |
| 1.  | 25 listopada | 2006 | Lake Louise | zjazd       | 1:50,77    | 2.   | +0,05  | Marco Büchel           |
| 2.  | 20 stycznia  | 2007 | Val d’Isère | zjazd       | 1:56,69    | 3.   | +0,32  | Pierre-Emmanuel Dalcin |
| 3.  | 13 stycznia  | 2008 | Wengen      | zjazd       | 2:31,73    | 3.   | +1,33  | Bode Miller            |
| 4.  | 20 grudnia   | 2008 | Val Gardena | zjazd       | 1:51,11    | 3.   | +0,54  | Michael Walchhofer     |
| 5.  | 6 marca      | 2009 | Kvitfjell   | zjazd       | 1:47,09    | 1.   | –      | –                      |
| 6.  | 7 marca      | 2009 | Kvitfjell   | zjazd       | 1:32,58    | 3.   | +0,46  | Klaus Kröll            |
| 7.  | 29 listopada | 2009 | Lake Louise | supergigant | 1:32,93    | 1.   | –      | –                      |
| 8.  | 19 grudnia   | 2009 | Val Gardena | zjazd       | 2:01,27    | 1.   | –      | –                      |
| 9.  | 16 stycznia  | 2010 | Wengen      | zjazd       | 2:32,89    | 2.   | +0,66  | Carlo Janka            |
| 10. | 29 listopada | 2014 | Lake Louise | zjazd       | 1:50,34    | 2.   | +0,14  | Kjetil Jansrud         |
| 11. | 7 marca      | 2015 | Kvitfjell   | zjazd       | 1:29,95    | 2.   | +0,30  | Hannes Reichelt        |